# Anadolu Efes
Anadolu Efes Biracılık ve Malt Sanayii A.Ş. (Anadolu Efes) — холдинговая компания, контролирующая зарегистрированную в Нидерландах компанию Efes Breweries International N.V., крупного европейского производителя пива.
Производство Efes Breweries International N.V. базируется на территории Турции, России, Украины, Казахстана, Молдовы, Грузии, Сербии. По состоянию на январь 2009 года Efes, по собственным данным, является 15-м в мире и 5-м в Европе производителем пива в натуральном выражении.

## Собственники и руководство
Номинальные владельцы Anadolu Efes, по данным компании на 30 сентября 2010 года — компании Yazicilar Holding (30,94 %), Ozilhan Sinai Yatirim (17,54 %), Anadolu Endustri Holding (7,84 %), остальные акции в свободном обращении. Фактически среди собственников компании находятся турецкие семейства Озильханов (Özilhan) и Языджи (Yazıcı). Акции Efes Breweries International N.V. котируются на Лондонской фондовой бирже (LSE: EBID).

## Деятельность
Компания занимается производством и продажей пива и безалкогольных напитков. В состав группы Efes входит 17 пивоварен в 7 странах — Турции, Украине, России, Казахстане, Молдавии, Грузии, Сербии, а также подразделения в Беларуси и Азербайджане.

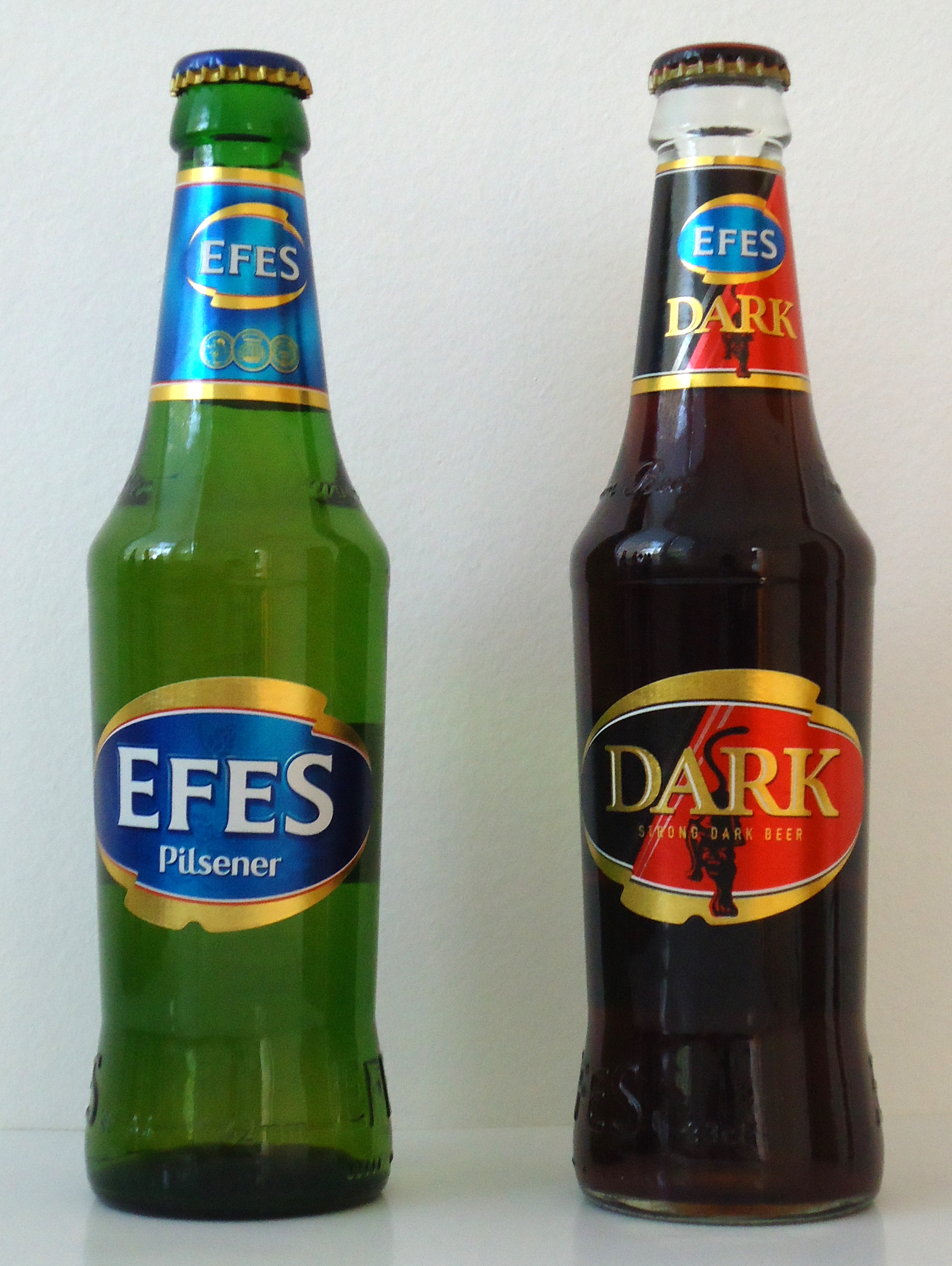
Образцы продукции компании

Продажи Anadolu Efes в 2010 году составили 43,2 млн гектолитров, в том числе 24,2 млн гектолитров пива.
Объём продаж компании в 2008 году — $1 млрд (рост на 24 %). Чистый убыток — $58,8 млн (чистая прибыль в 2007 году — $37,3 млн). Операционная прибыль — $73,6 млн (снижение на 8,7 %). 80 % продаж компании приходится на российский рынок.

### Anadolu Efes в России и СНГ
В России Anadolu Efes представлен дочерними предприятиями нидерландской компании Efes Breweries International N.V., которая в свою очередь принадлежит турецкому холдингу Anadolu Efes.
В России работает с 1999 года, когда было открыто собственное производство в Москве.
В группу компаний EFES в России входят несколько пивоварен:
- АО «Пивоварня Москва-ЭФЕС» (завод в Москве закрыт в 2014 году[4])
- Головной завод-филиал ЗАО «Пивоварня Москва-ЭФЕС» в г. Калуга
- Ростовский филиал ЗАО «Пивоварня Москва-ЭФЕС» (завод в Ростове-на-Дону закрыт в марте 2014 года)[источник не указан 3569 дней]
- Филиал ЗАО «Пивоварня Москва-ЭФЕС» в г. Уфе
- Филиал ЗАО «Пивоварня Москва-ЭФЕС» в г. Казани — бывшее предприятие «Красный Восток»;
- Филиал ЗАО «Пивоварня Москва-ЭФЕС» в г. Новосибирске
- Филиал ЗАО «Пивоварня Москва-ЭФЕС» в г. Ульяновске

Совокупная производственная мощность предприятий в РФ — 20 млн гектолитров пива и 140 тыс. т солода.
Другие пивоварни, входящие в группу EFES:
- АО ИП «Эфес Караганда пивоваренный завод» (Караганда, Казахстан)
- «Efes Vitanta Moldova Brewery S.A.» (Кишинёв, Молдавия)

В 2008 году группа Efes вышла на рынок Грузии. Сначала в феврале 2008 Efes стала лидером местного рынка, купив ООО «Ломиси» (контролировало 42 % продаж), в мае 2008 Efes объявила о партнёрстве с грузинской компанией «Казбеги» (занимает 39 % местного рынка).
По итогам 2008 года Efes занимала около 9 % российского рынка пива в натуральном выражении, являясь четвёртым по величине производителем в стране, и 9,4 % рынка пива в стоимостном выражении.
В конце 2012 года Efes получила в своё полное распоряжение пивзавод «Сармат» в Донецке, Украина.
В августе 2017 года было объявлено о создании на территории России и Украины совместного предприятия, куда войдут САН ИнБев и Efes Rus. К этому моменту Efes контролировал 15% российского пивного рынка
В сентябре 2020 года появилась информация о возможной покупке закрытого завода Efes в Бирюлёво британским оператором центров обработки данных (ЦОД) IXcellerate, одним из инвесторов которого выступает фонд Goldman Sachs.

## Торговые марки компании (неполный список)
- Efes Pilsener
- «Essa»
- «Старый Мельник»
- «Белый Медведь»
- «Bavaria»
- «GoldMineBeer»